# Cine Monterrosa
El Cine Monterrosa és un edifici del municipi de Reus (Baix Camp), situat al raval de Jesús, 12, inclòs en l'Inventari del Patrimoni Arquitectònic de Catalunya com a Bé Cultural d'Interès Local.

## Descripció
És un interessant element d'arquitectura que marca el pas, d'un mal après i encara no oblidat racionalisme, cap a l'arquitectura historicista i monumental de la postguerra. L'interès resideix tant en la façana com en el tractament dels elements de decoració interior. El basament és de pedra tallada, amb cinc obertures que donaven a un vestíbul molt petit per aprofitar al màxim la superfície destinada a cinema, inaugurat l'any 1945, que tenia un equipament més modern que la resta de cinemes reusencs i aviat es va fer popular. L'edifici va ser ocupat per una cadena de roba, que va respectar en part alguns elements decoratius interiors. La sala de projeccions comunicava directament amb el pati de butaques. Les portes eren plegables i incorporaven cartells i fotografies de les pel·lícules que es projectaven. La porta de més a la dreta era la taquilla, i la gent, per força feia la cua al carrer. A l'esquerra, per una escala petita, es pujava al galliner. El cinema es va tancar l'any 1985, però es conserva intacta la façana i els tres fanals característics.